# 阿道夫·舍雷尔
阿道夫·舍雷尔（1938年5月5日—2023年7月22日），斯洛伐克男子足球运动员，司职前锋。他曾代表捷克斯洛伐克国家队参加1958年和1962年国际足联世界杯，其中1962年世界杯获得亚军。